# Silvia Martin
Silvia Martin (* 6. September 1987 in Varese) ist eine ehemalige italienische Ruderin.

## Karriere
Silvia Martin begann 2002 mit dem Rudersport. 2004 gab sie ihr internationales Debüt im Achter bei den Junioren-Weltmeisterschaften. Mit Francesca Gallo, Alice Lombardi, Claudia Bellini, Camilla Espana, Claudia Wurzel, Valentina Tessera, Denise Tremul und Erica Ippolito verpasste sie das A-Finale. Im B-Finale belegten die Italienerinnen den zweiten Platz, womit sie am Ende Achte wurden. 
Im Jahr 2009 startete sie beim dritten Ruder-Weltcup der Saison in Luzern im Vierer ohne Steuerfrau. Zusammen mit Claudia Wurzel, Veronica Pizzamus und Camilla Espana fuhr sie als Vierte über die Ziellinie. Anschließend starteten die vier auch bei der U23-Weltmeisterschaft im Vierer ohne. Hinter dem Boot aus Belarus konnten sie die Silbermedaille gewinnen. 2011 ging sie mit Laura Basadonna, Alessandra Patelli und Gaia Palma im Vierer ohne Steuerfrau bei der Weltmeisterschaft an den Start. Im Finale belegten die vier den fünften Platz. Zu Beginn der Saison 2012 nahm sie im Doppelvierer an der Qualifikationsregatta für die Olympischen Sommerspiele 2012 teil. Gemeinsam mit Giulia Pollini, Alessandra Patelli und Gabriella Bascelli belegte sie den vierten Platz und verpasste damit die Qualifikation, da sich nur das siegende Boot qualifizierte. 

## Internationale Erfolge
- 2004: 8. Platz Junioren-Weltmeisterschaften im Achter
- 2009: Silbermedaille U23-Weltmeisterschaften im Vierer ohne Steuerfrau
- 2011: 5. Platz Weltmeisterschaften im Vierer ohne